# Mizar (cmentarz)

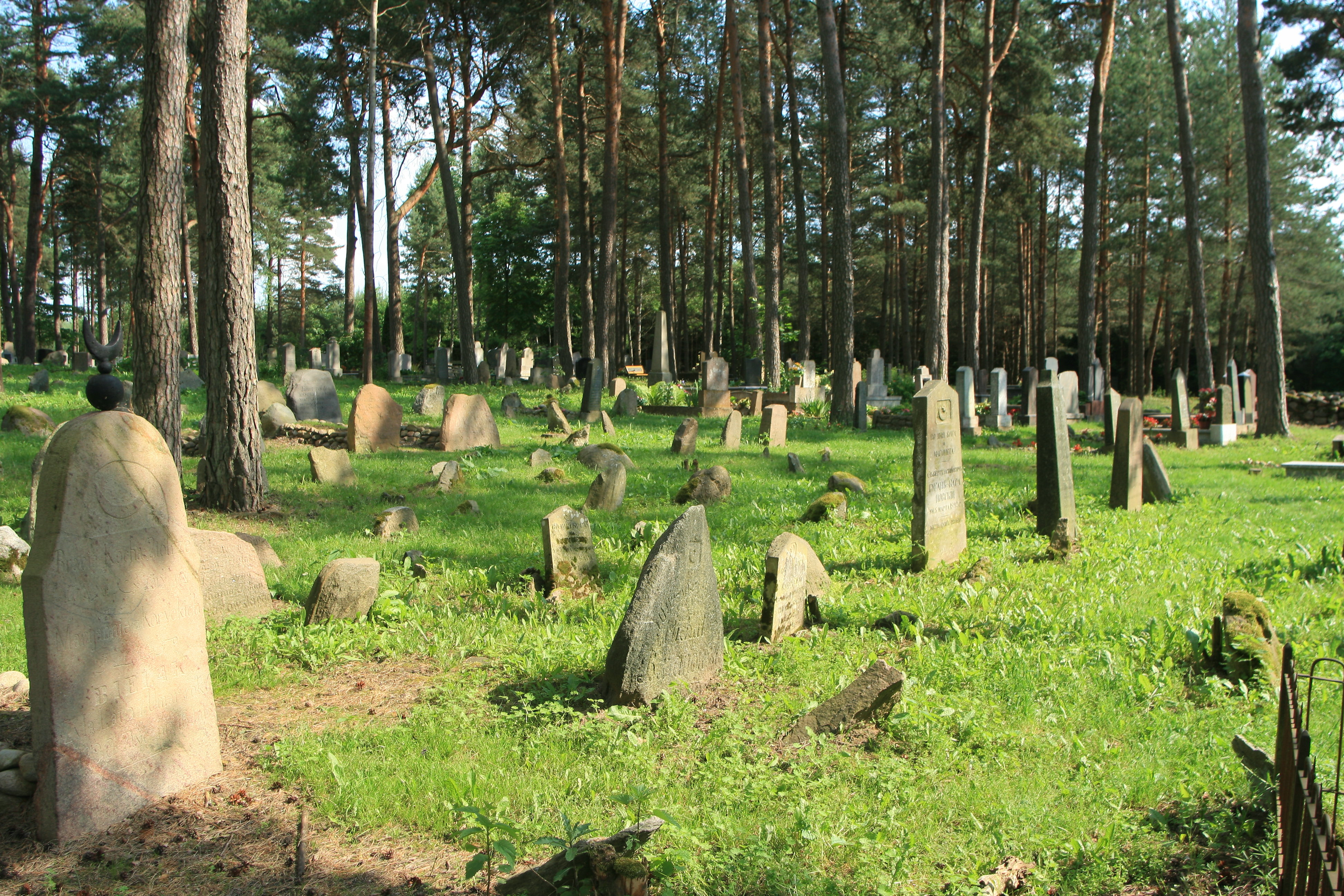
Mizar w Kruszynianach

Mizar (zireć) – cmentarz muzułmański.

## W Polsce
W Polsce istnieje 7 mizarów: po dwa w Bohonikach i Warszawie oraz w Kruszynianach, Lebiedziewie i Studziance. Wydzielone kwatery muzułmańskie istnieją na Cmentarzach Komunalnych w Gdańsku, Trzciance, Wrocławiu, Poznaniu, Rybocicach k. Słubic oraz w Suwałkach.

## Nagrobki
Mizary przeważnie  usytuowane są na niewielkim wzniesieniu, zbudowane ściśle według zasad islamu dla tego typu miejsc. Mogiły ułożone są w regularne rzędy zwane safami i obłożone polnymi kamieniami. W ten sposób, by największy znajdował się przy głowie zmarłego, a najmniejszy u jego stóp. Każdy grób wieńczy tablica inskrypcyjna – półkolisty kamień z wyżłobionym na górze półksiężycem i gwiazdami. Niżej znajduje się napis w języku arabskim lub polskim, podczas zaborów także rosyjskim.